# حمام استهریج
حمام استهریج مربوط به دوره قاجار است و در مهریز، محله استهریج، خیابان جمهوری اسلامی واقع شده و این اثر در تاریخ ۵ آذر ۱۳۷۹ با شمارهٔ ثبت ۲۸۹۷ به‌عنوان یکی از آثار ملی ایران به ثبت رسیده است.